# Don Walser
Donald Ray Walser, nació en Brownfield, Texas, Estados Unidos el 14 de septiembre de 1934 y murió el 20 de septiembre de 2006. Fue un cantante estadounidense de música country. Era conocido como la leyenda del yodel en Texas y fue galardonado en varias ocasiones.
Inició su carrera musical a los 11 años de edad, como guitarrista, cantante y compositor e inició su primera banda, The Playboys Panhandle, a los 16 años, y compartió escenarios con otros aspirantes a cantante de Texas, como Buddy Holly.
Su popularidad como estrella del rock'n'roll comenzó a dispararse, pero Walser optó por quedarse en Texas Panhandle, la región norte del estado, formar una familia, trabajar como mecánico y después como un auditor de la Guardia Nacional, en lugar de mudarse a Nashville y seguir una carrera discográfica, como lo hacían los artistas del estado. Debido a esto su fanaticada fuera de Texas fue reducida, sin embargo, nunca dejó de tocar y se hizo ampliamente reconocido en Texas.
Entre 1959 y 1961, Walser tenía un grupo llamado The Texas Plainsmen (Los llaneros de Texas) y un programa semanal de radio. Durante los siguientes tres décadas siempre hizo parte de bandas musicales siguiendo una apretada agenda. Escribió canciones populares originales, como "Rolling Stone de Texas", que recibió una reseña de cuatro estrellas en 1964 de Billboard Magazine, pero también fue conocido por su variado repertorio de canciones antiguas y desconocidas de country, mantuvo vivos los éxitos de la década de los cuatenta y los cincuenta, melodías country de los pioneros del género, Bob Wills y Eddie Arnold, éxitos que hizo suyos en un estilo que mezcla elementos del honky tonk y western swing. También fue conocido por su estilo yodel, tradición iniciada por Slim Whitman y Jimmie Rodgers.
En 1984, la Guardia Nacional transfirió a Walser a Austin, Texas, un poblado en el que florecía la escena musical country, formó su banda Pure Texas Band y desarrolló una fuerte fanaticada local. En 1990, Walser fue descubierto por el músico y cazatalentos TJ McFarland, cuatro años más tarde, a la edad de 60 años, se retiró de la Guardia. En 1996 fue telonero en un concierto de Johnny Cash; dedicado completamente a la música, firmó con Watermelon Records y lanzó el álbum Rolling Stone from Texas, producido por Ray Benson de Asleep at the Wheel.
La Revista Playboy, le llamó alguna vez "El Pavarotti de los Llanos" y por ser sus bases Texanas atrajo tanto a seguidores tradicionalistas de música country y de música alternativa como seguidores del punk; pronto se convirtió en el acto de apertura de los Butthole Surfers.